# Hanlu
Hánlù (pīnyīn), Kanro (rōmaji) eller Hallo (romaja) (kinesiska och japanska: 寒露; koreanska: 한로; vietnamesiska: Hàn lộ; bokstavligen ”kallt dagg”) är den sjuttonde solarperioden i den traditionella östasiatiska lunisolarkalendern (kinesiska kalendern), som delar ett år i 24 solarperioder (節氣). Hanlu börjar när solen når den ekliptiska longituden 195°, och varar till den når longituden 210°. Termen hänvisar dock oftare till speciellt den dagen då solen ligger på exakt 195° graders ekliptisk longitud. I den gregorianska kalendern börjar hanlu vanligen omkring den 8 oktober och varar till omkring den 23 oktober.

## Pentader
Varje solarperiod kan indelas i tre pentader (候): Första pentaden (初候), andra pentaden (次候) och sista pentaden (末候). Ett år har alltså 72 pentader och för hanlu gäller:
- Första pentaden: 鴻雁來賓 (”gästgässen anländer”) – gäss som avslutat sin migration under sommaren betraktas som ”värdar”, och de som senare flyger betraktas som ”gäster”. Denna pentad kan också tolkas som ”gässen anländer till vattnet”.
- Andra pentaden: 雀入大水為蛤 (”sparvarna träder in i oceanen och blir musslor”)
- Sista pentaden: 菊有黃華 (”krysantemum blommar gult”) – krysantemum är känd som en av de få blommor som blommar under hösten.